# Яна Моравцова
Яна Моравцова (чеськ. Jana Moravcová; 8 травня 1937, с. Чернчице (нині район Лоуні Устецького краю Чеської Республіки) — чеська письменниця, поетеса, перекладачка, журналіст, редактор. Доктор наук (з 1967).

## Біографія
Народилася в сім'ї робітника залізниці. В 1952—1954 роках навчалася в Тепліцькій педагогічній школі. Потім, до 1959 року вивчала російську філологію в Празькому університеті, захистила дисертацію по темі перекладів віршів В. В. Маяковського. У 1967 стала доктором філософії.
З вересня 1961 по вересень 1963 року працювала редактором у видавництві Svět sovětů, з 1968 року — Lidové nakladatelství (Народне видавництво). Потім з чоловіком, русистом Богумілом Нейманом до 1970-х років викладала слов'янські мови на Кубі (Гавана, Санта-Клара).
З 1972 до 1990 року — заступник головного редактора видавництва чехословацьких письменників, у 1990—1991 начальник відділу пропаганди. Потім, до 1996 — головний редактор видавництва художньої літератури асоціації письменників детективної та пригодницької літератури — Adéla.
Проживає у Празі.

## Творчість
Дебютувала в 1947 році. Автор психологічних романів, повістей та оповідань, поезій, книжок для дітей, статей у пресі та перекладів з російської (С. Єсенін, К. Симонов, В. Висоцький) та іспанської мов. Їй належить ряд коміксів, книг в жанрі наукової фантастики, психологічних трилерів, детективних і кримінальних творів.
Співпрацює з Чеським радіо.

## Проза
- Повість про Священне озеро (1976),
- Сад каменів (1977),
- Цикади (1980)
- Найшвидший гепард (1983),
- Тринадцять відтінків любові

## Книги для дітей
- Пустотливий дельфін (1969)
- Морські казки (1970)
- Казки Срібного дельфіна (1973)
- Казки для всіх часів року (1976)
- Натюрморт з Цитаделі (1978)
- Скарби Христофора Колумба (1987)
- Відпочинок з Монікою (1994)
- Блакитна мрія Єви (1981)

## Збірки віршів
- Веселий рік (1970)
- Різдво (1976)
- Я прийшов з моря (1977)
- Моменти запаморочення (1985)
- Добрий дощ (1988)

Підготувала до публікації чотири томи поезії.

## Збірники науково-фантастичних оповідань
- Клуб непогрішних (1973)
- Місяць чудового божевілля (1975),
- Клуб тих що помиляються (1983)
- Ворота взаєморозуміння (1985)
- Час вічності (1989)
- У страху довгі ноги (1991)

## Детективи
- У страху довгі ноги: Історії для тих, хто хоче злякатися (збірка оповідань, 1991)
- Скандал з миш'яком (збірка оповідань)
- Змова мертвих душ
- Оповідання відомого детектива (збірка оповідань)
- Страх не ходить в горах
- Вбивство в курортному місті Лугачовіце (2004)
- Смерть не носить окуляри (2005)